# Шорський національний парк
Шорський національний парк (рос. Шорский национальный парк) — природоохоронна територія у Кемеровській області, Росія.

## Історія
Національний парк був утворений в 1989 році, постановою Ради Міністрів РРФСР від 27.12.1989 року № 386 з метою збереження унікального природного комплексу Гірської Шорії і створення умов для розвитку організованого відпочинку.

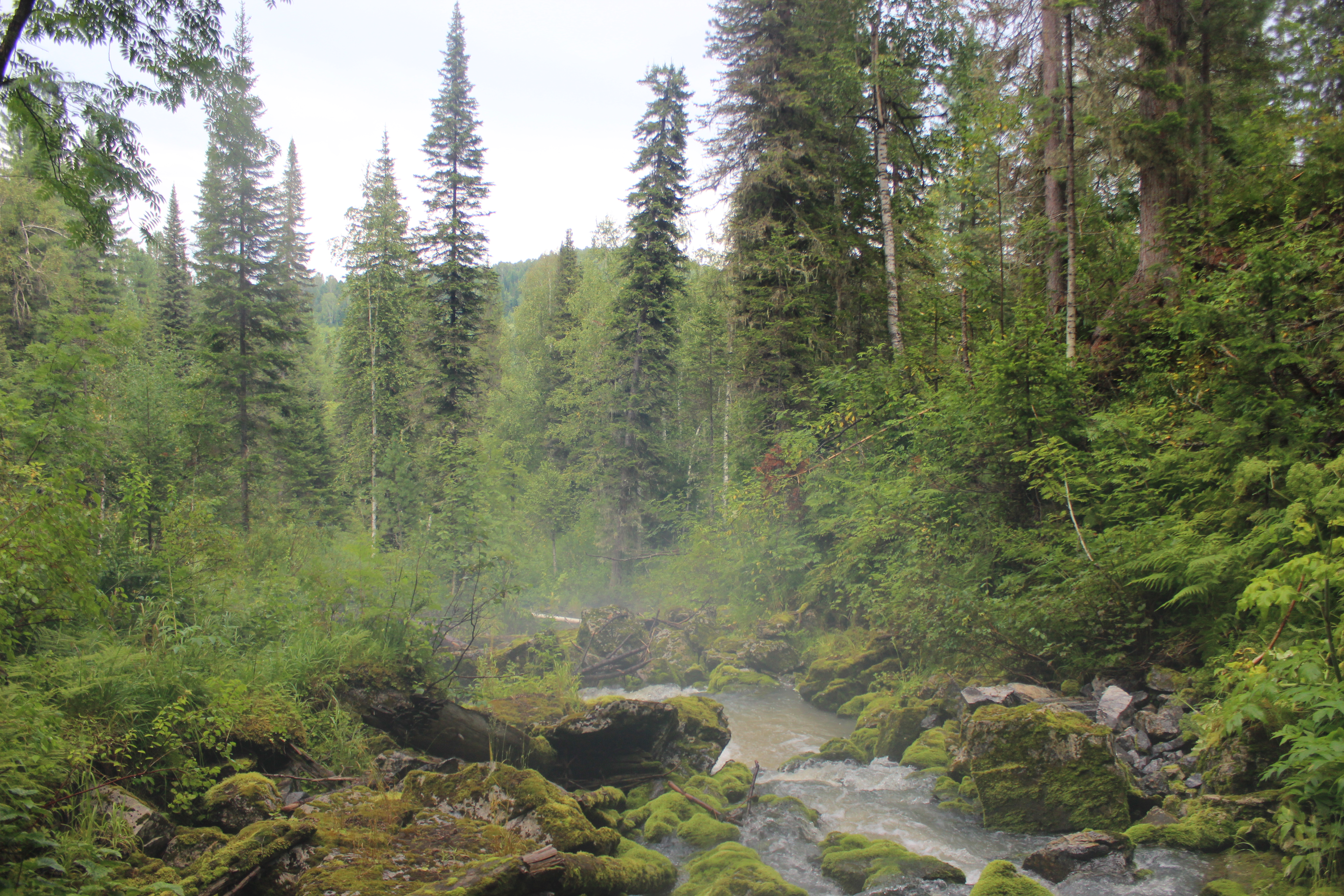

Межі та райони території парку, що існують зараз, були позначені не відразу. Так при першому лісовпорядкування території національного парку, проведеному в 1990 році 2-ю Воронезькою експедицією Південно-Східного лісобудівного підприємства «Лісопроект» було утворено 5 лісництв: Усть-Анзаське, Чілісу-Анзаське, Верхньо-Кабирзінське, Верхньо-Мраське і Чулешське. Для організації господарської та природоохоронної діяльності на території національного парку було введено 7 функціональних зон з різним режимом охорони використання: зона заповідного режиму; зона режиму рекреаційних заказників; зона режиму лісовідновлювальних заказників; зона екстенсивного і інтенсивного рекреаційного господарського використання; господарська зона; нейтральна (буферна) зона.

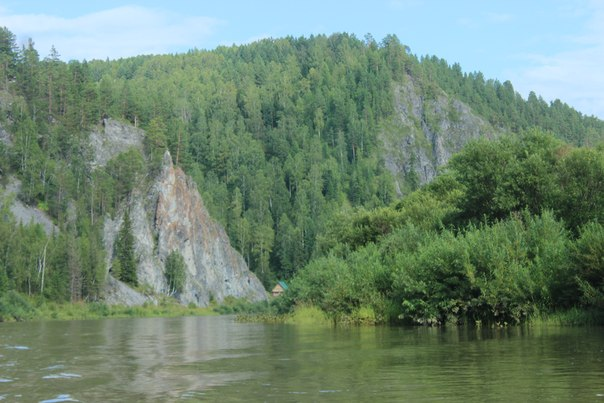
Краєвид національного парку

До 1999 року для оптимізації режиму охорони, захисту та використання території парку з урахуванням місцевих природних і соціальних особливостей було проведено скорочення кількості функціональних зон з 7 до 4-х. В результаті залишилися:
- Зона під особливою охороною ;
- Зона обмеженого господарського використання;
- Зона рекреаційного використання;
- Зона господарського призначення.

У 1999 році було прийнято Положення про Шорський національний парк, затверджене наказом Федеральної служби лісового господарства Росії від 12.03.1999 року № 512, яка визначає  мету і завдання парку, регулює його діяльність.
Згідно з положенням територія парку включає природні комплекси та об'єкти, що мають особливу екологічну, історичну та естетичну цінність, і призначені для створення умов збереження і розвитку системи господарства і культури шорського народу, а також використання її в природоохоронних, рекреаційних, просвітницьких, наукових цілях і регульованого туризму.

## Географія
Шорський національний парк — одна з найбільших природоохоронних установ Кузбасу. Знаходиться в південній гірно-тайговій частині Кемеровської області в Таштагольському районі і включає в свої межі понад 413843 га лісових земель. Парк займає південно-східну частину Таштагольського району, де проживає корінне населення — шорці. Межує з Алтайським краєм і Хакасією. Кордон з Алтаєм проходить по хребту Бійська грива, з Хакасією — по Абаканському хребті.

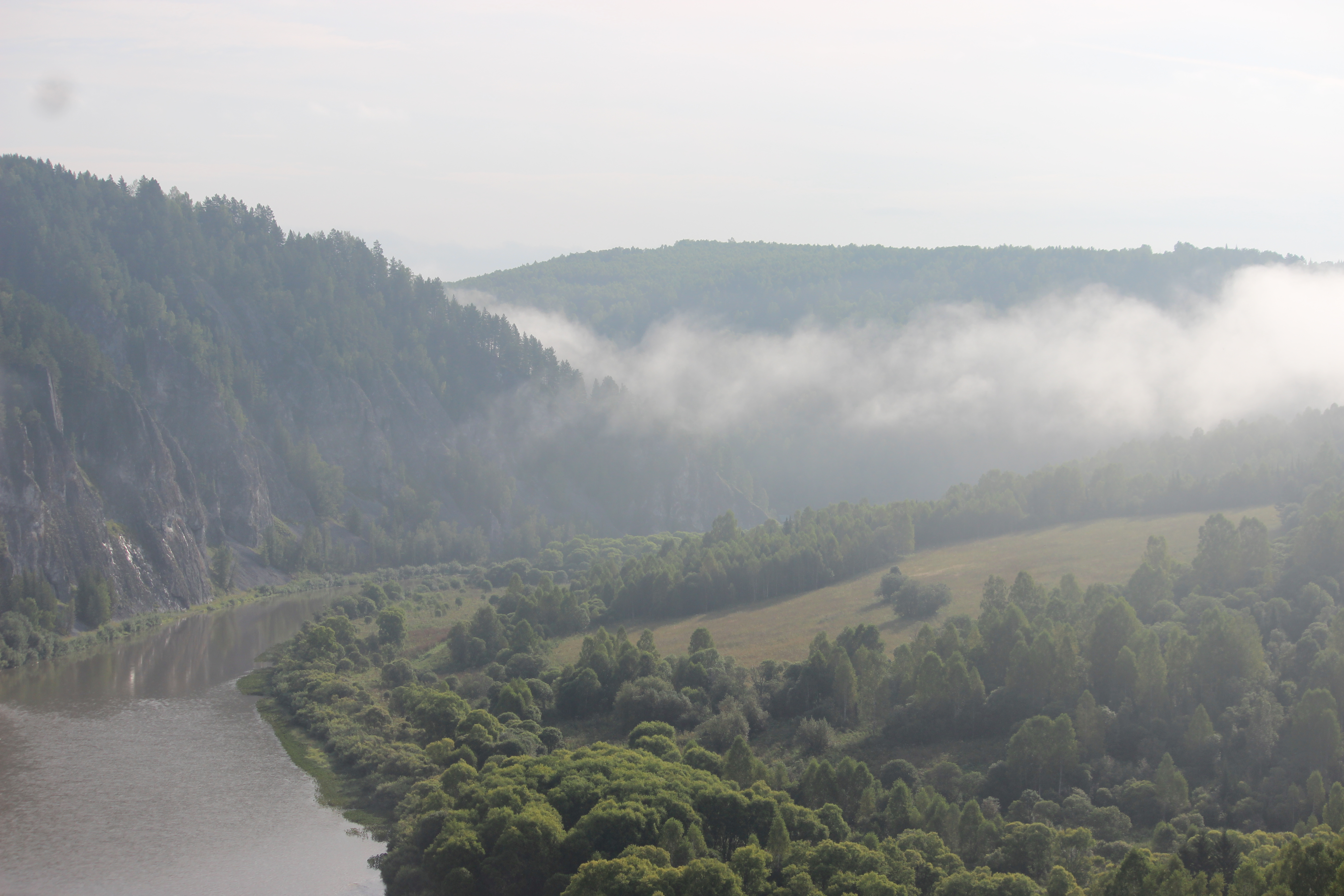
Краєвид національного парку

Рельєф являє собою складну сильно розчленовану річковими долинами гірську систему. Середня висота над рівнем моря 500—800 м, окремі вершини досягають 1300—1700 м. Клімат різко континентальний: сувора сніжна зима, спекотне, але коротке літо з великою кількістю опадів, пізні весняні та ранні осінні заморозки, різкі коливання температур протягом доби. Територія національного парку вкрита мережею річок і струмків. Головною водною артерією є річка Мрассу (181 км), що протікає через парк з півдня на північ і розділяє його територію приблизно на дві рівні частини.

## Рослинний світ
Флора Гірської Шорії досить багата. В даний час йде процес її інвентаризації. Зібрано та описані 515 видів судинних рослин, 62 з яких належать до зникаючих видів, занесених до Червоної книги (Російської Федерації і Кемеровській області).

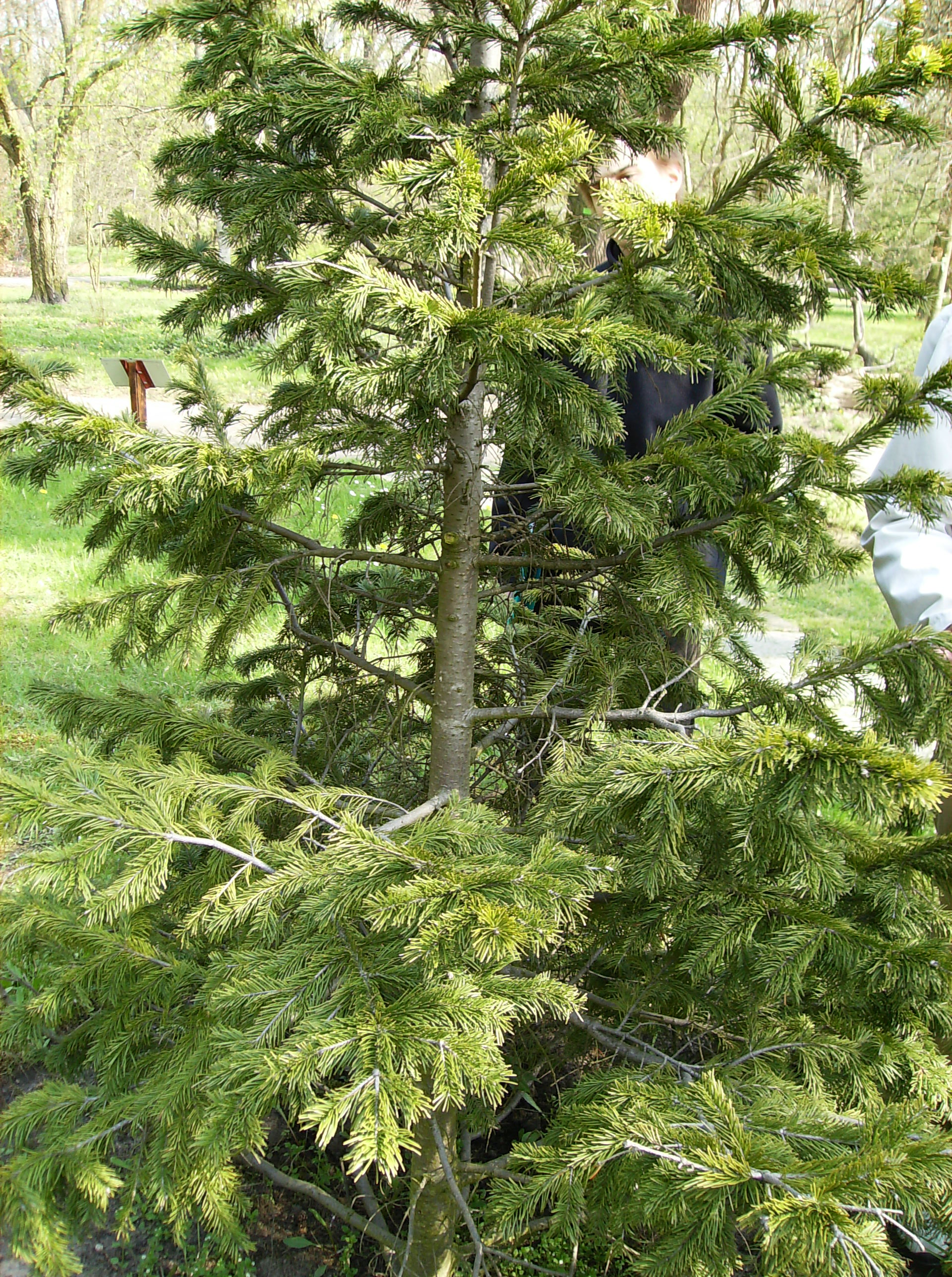
Ялиця сибірська — одне із основних дерев Шорії

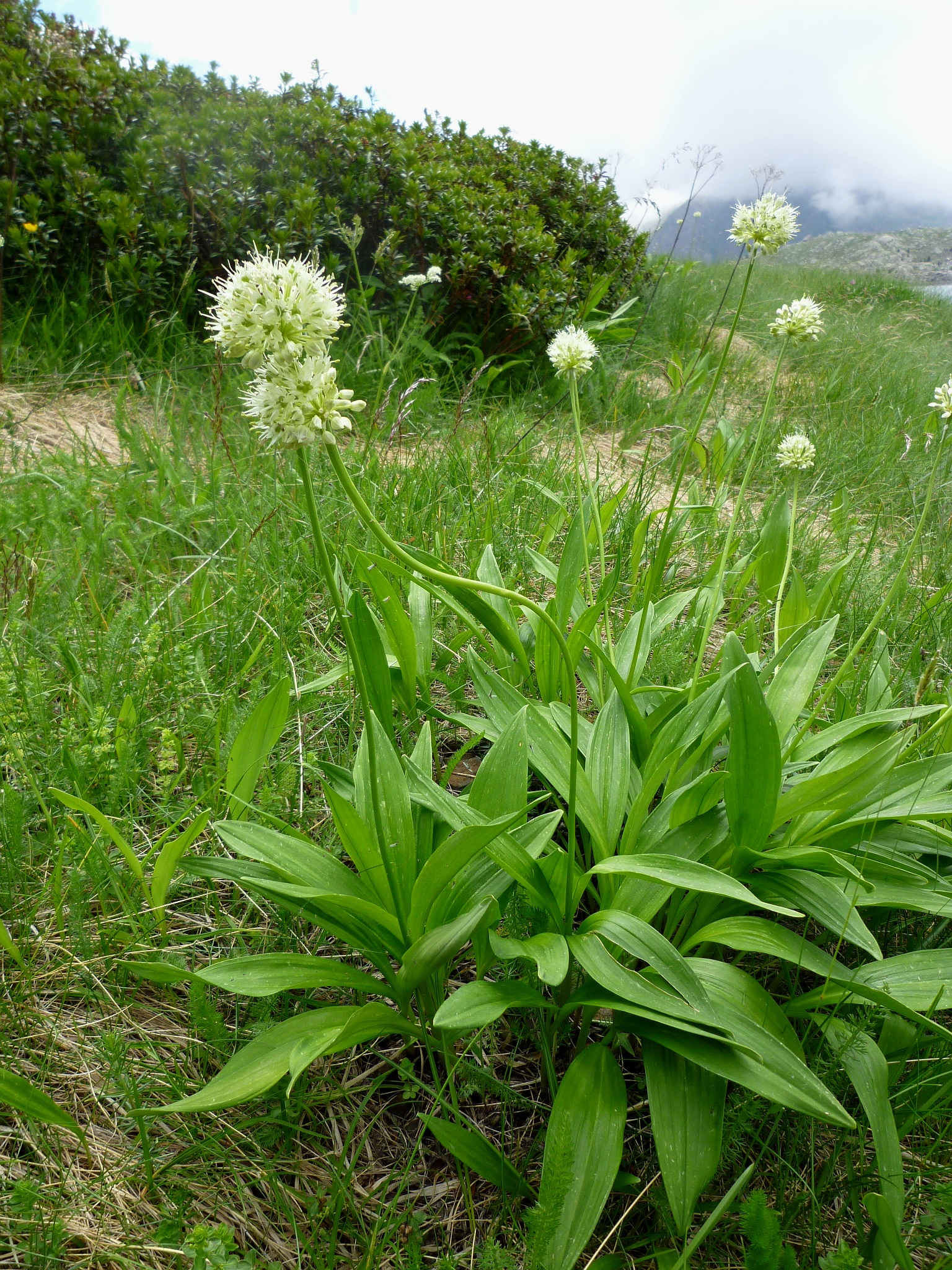
Цибуля переможна

Найбільш широко поширені тут кедрово-смерекові ліси і чорнова тайга. Часто зустрічаються березово-осикові і чисто осикові ліси, зарості високої трави. Основу хвойних лісів складають три деревні породи: ялиця сибірська, сосна сибірська (кедр сибірський) і сосна звичайна.
Ліси Гірської Шорії багатоярусні:
- 1-ий ярус представлений наступними видами: ялиця сибірська, кедр і ялина, береза, сосна. Вони утворюють практично суцільний верхній ярус лісу.
- 2-ий ярус — підлісок: утворений чагарниковими породами, а так само невеликими деревами (верба, черемха, горобина сибірська, спірея, жимолость, вовчі ягоди, малина, калина).
- 3-ий ярус — ґрунтовий покрив складений в нижньому лісовому поясі високими травами: (борець, дудник, синюха лікарська, війник Лангсдорфа, цибуля переможна, купальниця алтайська) і іншими видами рослин.

Чорнова тайга покриває вододіли і схили нижніх горизонтів гір. Вона складена осиново-смерековими насадженнями з вкрапленням кедра і берези. Тут також широко поширене високотрав'я. Присутні 25 видів реліктів широколистих лісів. Слабо розвинений в чорновій тайзі моховий покрив. У підліску широко представлені плодові чагарники: горобина, черемха, калина.

## Тваринний світ

### Безхребетні
Вивчення фауни безхребетних в даний час тільки починається. Зараз описано: павукоподібних — близько 100 видів, комах — 191 вид. Деякі види безхребетних занесено до Червоної книги.
До утворення національного парку вивчення фауни горношорської тайги і прилеглих до неї територій практично не проводилися. До теперішнього часу зібрані і описані види, що належать до таких рядів: бабки, прямокрилі (коники, цвіркуни, саранові), твердокрилі, перетинчастокрилі (бджоли, джмелі, мурахи), лускокрилі, двокрилі (ґедзі).

### Риби

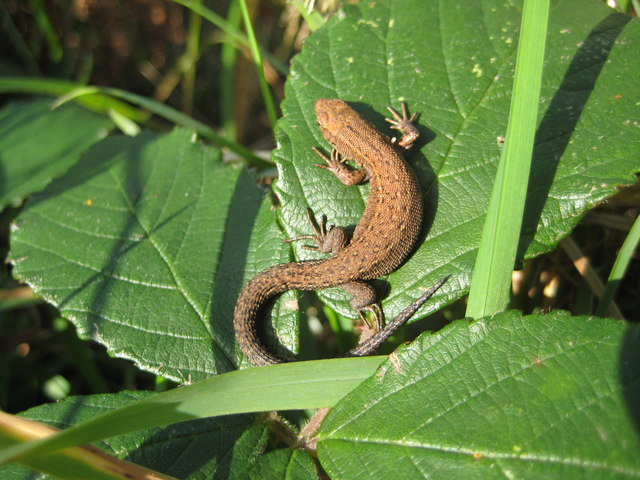
Ящірка живородна

У річках, що протікають на території національного парку, мешкає більше 30 видів риб, багато з яких є аборигенними, тобто населяють водойми краю з найдавніших часів. Деякі види риб занесені до Червоної книги Кемеровській області, зокрема: ленок (ускуч) і підкаменщик сибірський.

### Земноводні і плазуни
На початок 2010-х на території парку виявлено 4 види земноводних і 6 видів плазунів. Найчастіше зустрічаються: жаба гостроморда, ропуха звичайна, ящірка живородна. Нечисленність земноводних можна пояснити тим, що в горах, де досить нетривалий літній період і мало водойм, немає сприятливих умов для їхнього існування.

### Птахи

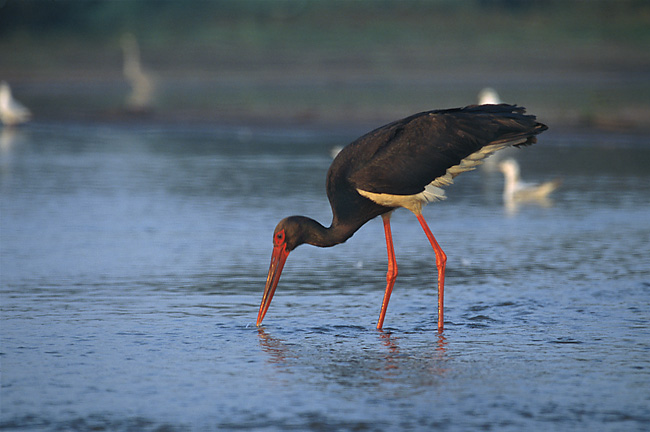
Лелека чорний

У Шорському національному парку відзначені 182 види птахів, що відносяться до 43 родин та 18 рядам: гагароподібні (1 вид), пірникозоподібні (1 вид), пеліканоподібні (2 види), лелекоподібні (3 види), гусеподібні (15 видів), соколоподібні (19 видів), куроподібні (6 видів), журавлеподібні (3 види), сивкоподібні (12 видів), голубоподібні (3 види), зозулеподібні (2 види), совоподібні (9 видів), дрімлюгоподібні (1 вид), серпокрильцеподібні (3 види), сиворакшеподібні (1 вид), одудові (1 вид), дятлоподібні (7 видів), горобцеподібні (93 види).
Багато птахів є об'єктом полювання: крижень, качка сіра, глухар, рябчик, тетерук, перепел, деркач тощо. 49 видів птахів занесено до Червоної книги Кемеровській області (наприклад, лелека чорний, беркут, сапсан, скопа).

### Ссавці

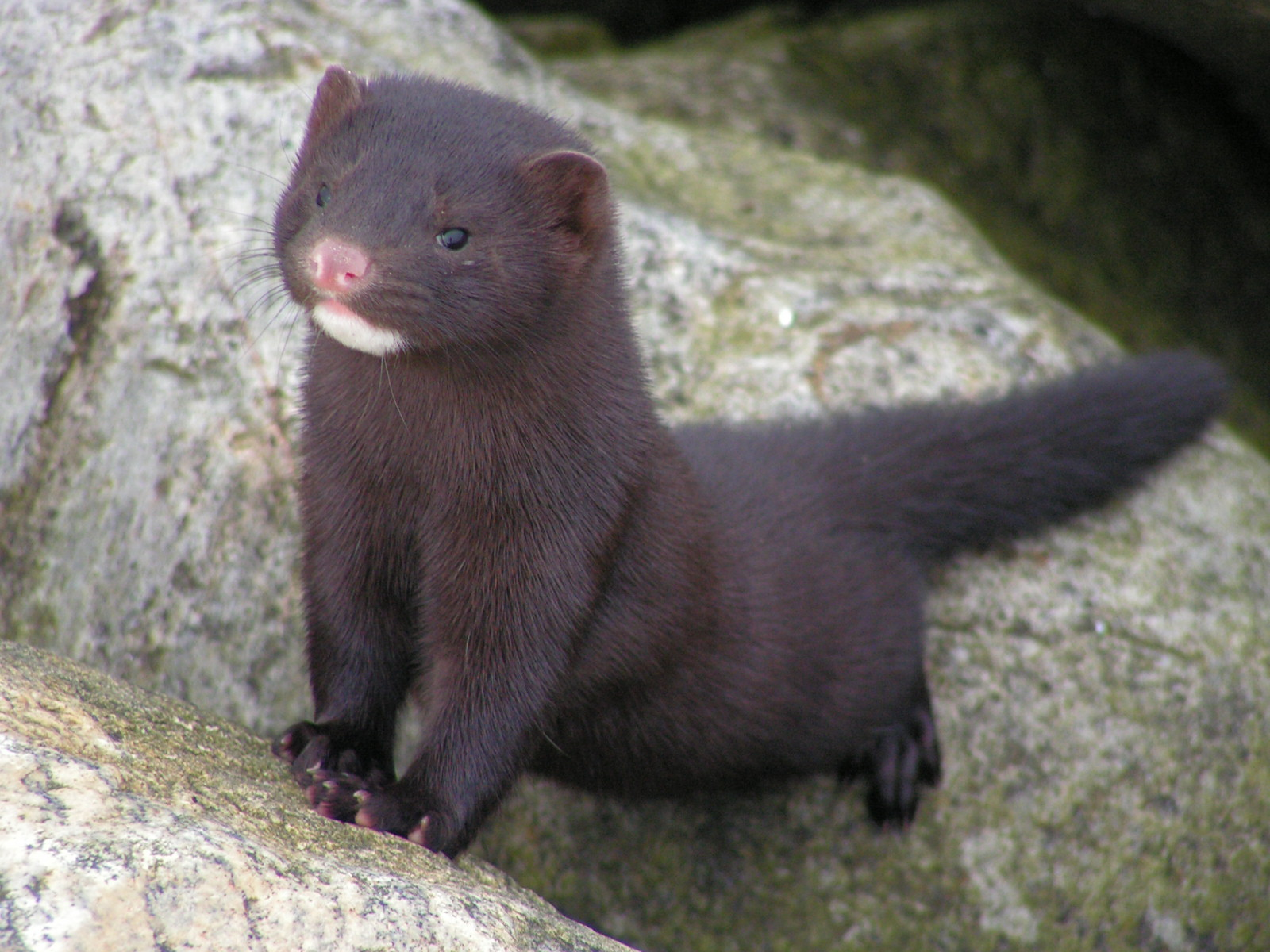
Норка американська

Гірська Шорія належить до тих районів Південного Сибіру, в якій з глибокої давнини полювання на різні види звірів мала дуже велике значення в житті місцевого населення. Тому перші повідомлення про тваринний світ Гірської Шорії стосувалися мисливсько-промислової фауни — відомості про цінних хутрових звірів.
Фауна ссавців Шорського національного парку дуже багата. Цьому сприяє широкий спектр місць проживання. Тут мешкають 62 види ссавців, які належать до 6 рядів: комахоїдні (11 видів), рукокрилі (9 видів), хижі (13 видів), парнокопитні (6 видів), гризуни (21 вид), зайцеподібні (2 види).
Фауна Шорського національного парку налічує 13 видів хижих ссавців: вовк, лисиця звичайна, бурий ведмідь, соболь, росомаха, ласка, горностай, колонок, тхір світлий, норка американська, видра, борсук, рись.
Фауна копитних тварин, що мешкають в Гірській Шорії, багатша, ніж в інших районах Кемеровської області. Тут зустрічаються 6 видів копитних: марал, сарна сибірська , лось, північний олень, кабарга, вепр.
Фауна гризунів, що мешкають в Гірській Шорії, також різноманітна. Досить звичайні: вивірка звичайна, бурундук азійський, бобер річковий, лемінг лісовий, ондатра, водяна полівка, червона і червоно-сіра полівки, полівка-економка, лісова мишівка, азійська лісова миша.

## Пам'ятки
На території Шорського національного парку знаходяться 25 пам'ятників природи, з них 6 найбільш доступні і відвідувані:
- Водоспад «Сага» — гідрологічна пам'ятка природи;
- «Кізаські печери» — геологічний пам'ятник природи;
- Печера «Надія» — геологічний пам'ятник природи;
- «Пам'ятник солдату» — геологічний пам'ятник природи;
- Скала «П'ючий слон» — геологічний пам'ятник природи;
- Воклюз «Кабукський» — гідрологічна пам'ятка природи.